# Erythromelana marginalis
Erythromelana marginalis là một loài ruồi trong họ Tachinidae.